# SystemRescue
SystemRescue je Live USB distribuce Linuxu založená na Arch Linux určená k opravě a obnově dat na počítači s poškozeným operačním systémem.

## Historie
S verzí 6.0.0 přešel od Gentoo Linuxu a ve verzi 7.0.0 se přejmenoval z SystemRescueCD.

## Nástroje
Distribuce obsahuje řadu nástrojů a funkcí:
- fdisk
- Midnight Commander
- webové prohlížeče (Mozilla Firefox, ELinks, …)
- široká podpora pro opravy úpravy souborových systémů včetně NTFS a FAT
- vypalování CD
- antivirový program
- editace registru Windows
- testování paměti a detekce hardware
- připojení k síti